# Еліче
Еліче (італ. Elice) — муніципалітет в Італії, у регіоні Абруццо, провінція Пескара.
Еліче розташоване на відстані близько 145 км на північний схід від Рима, 50 км на схід від Л'Аквіли, 22 км на захід від Пескари.

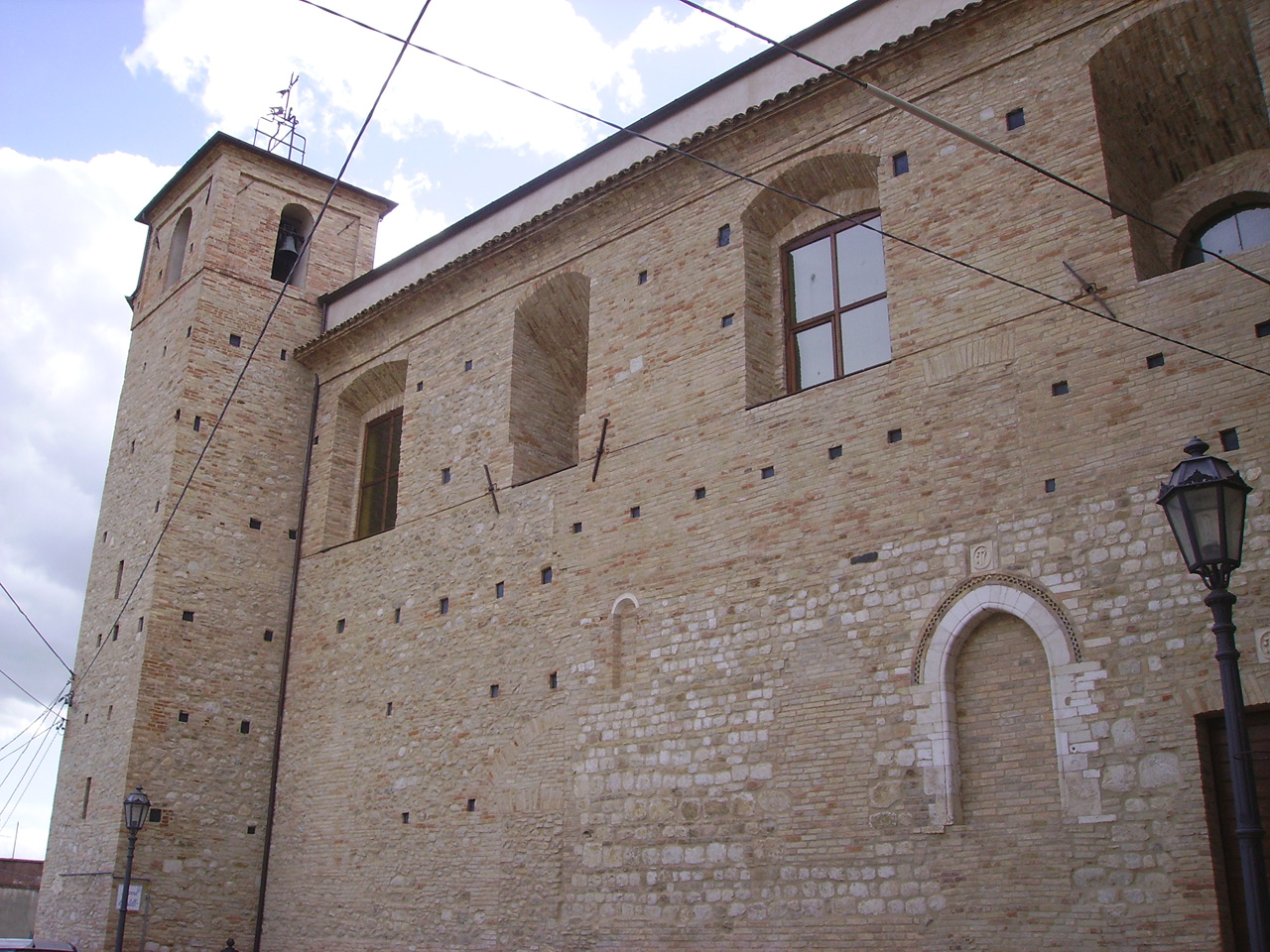

Населення — 1718 осіб (2014).

## Демографія
Населення за роками:

Станом на 1 січня 2023 року в муніципалітеті офіційно проживали 123 іноземці з 18 країн, серед них 38 громадян країн Євросоюзу та 4 громадяни України.

## Сусідні муніципалітети
- Атрі
- Кастіленті
- Читта-Сант'Анджело
- Коллекорвіно
- Пенне
- Піччано